# Acaulon eremicola
Acaulon eremicola är en bladmossart som beskrevs av Stone 1979. Acaulon eremicola ingår i släktet pygmémossor, och familjen Pottiaceae. Inga underarter finns listade i Catalogue of Life.